# Weltgemeinschaft Reformierter Kirchen

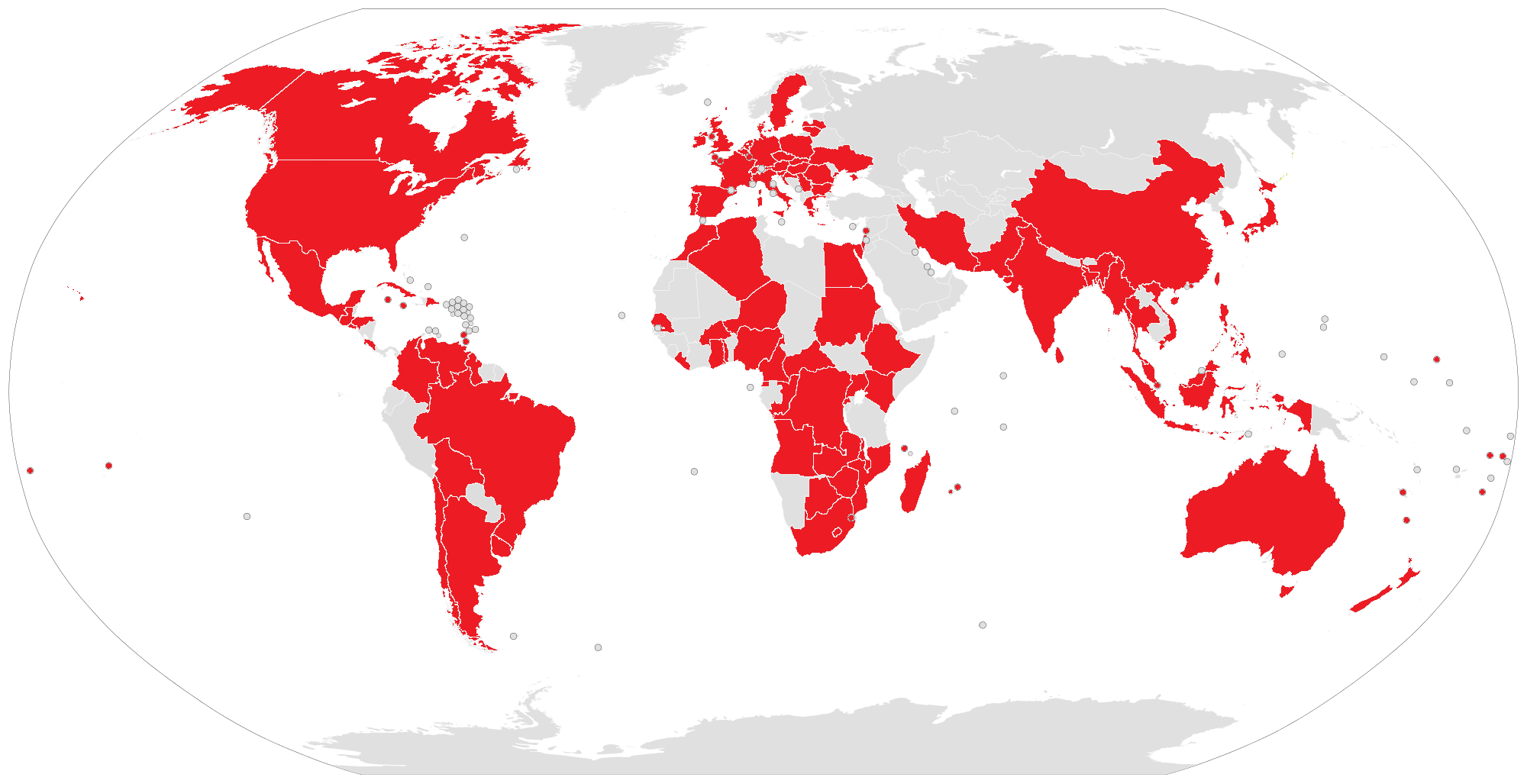
In den rot markierten Ländern befinden sich ein oder mehrere Mitglieder der Weltgemeinschaft Reformierter Kirchen

Die Weltgemeinschaft Reformierter Kirchen (WGRK; englisch World Communion of Reformed Churches (WCRC); französisch Communion mondiale d’Églises réformées) mit Hauptsitz in Hannover ist ein internationaler Zusammenschluss von zurzeit 230 evangelisch-reformierten Kirchen mit zusammen mehr als 80 Millionen Mitgliedern.

## Leitung
Präsidentin des internationalen Dachverbandes ist seit 2017 die libanesische Theologin Najla Kassab Abousawan. Generalsekretär ist seit 2023 der Ghanaer Setri Nyomi.

## Geschichte
Die Weltgemeinschaft entstand im Juni 2010 durch den Zusammenschluss des Reformierten Weltbundes und des Reformierten Ökumenischen Rats (Reformed Ecumenical Council, REC). Erster Generalsekretär der WGRK wurde der ghanaische Theologe Setri Nyomi, der bereits seit 2000 als Generalsekretär des Reformierten Weltbunds amtiert hatte.
Der Bund entstand 1970 in Nairobi als Zusammenschluss einer 1875 gegründeten presbyterianischen und einer 1891 gegründeten kongregationalistischen Weltorganisation. Der Reformierte Ökumenische Rat wurde im Jahr 1946 gebildet.
Zum 1. Januar 2014 verlegte die WGRK ihren Sitz von Genf nach Hannover, um Kosten einzusparen. Dort ist ihr Sitz, wie auch der des Reformierten Bundes, im Calvin-Zentrum.

## Mitgliedskirchen im deutschsprachigen Raum
Mitgliedskirchen im deutschsprachigen Raum sind die Evangelisch-reformierte Kirche, die Lippische Landeskirche (die beide als Landeskirchen zugleich Mitglied der EKD sind), der Reformierte Bund, die Evangelisch-reformierte Kirche Schweiz, die Evangelische Kirche H.B. in Österreich und seit 2013 auch die Evangelisch-altreformierte Kirche in Niedersachsen. Die Weltgemeinschaft ist in Niedersachsen eine (staatskirchenrechtliche) Körperschaft öffentlichen Rechts.